# Chtelnica (zbiornik wodny)
Zbiornik wodny Chtelnica (słow. Vodná nádrž Chtelnica) – sztuczny zbiornik wodny o powierzchni 12 lub 16 hektarów, znajdujący się na Słowacji, w kraju trnawskim, na terenie Małych Karpat, w obrębie CHKO Malé Karpaty.
Akwen znajduje się na północny zachód od wsi Chtelnica, na wysokości około 230 m n.p.m.. Jest w całości otoczony lasami. Służy przede wszystkim do uprawiania wędkarstwa (łowisko karpiowe), ale możliwe są tu też kąpiele. Obiekt wbudowano w 1995 przez spiętrzenie potoku Chtelnička, głównie w celu zapewnienia wody dla rolnictwa i stworzenia warunków do rekreacji i wędkowania. Zbiornik znajduje się pod zarządem słowackiego Ministerstwa Obrony.
W zbiorniku bytują m.in.: karp, amur biały, sum, szczupak, węgorz europejski, okoń i pstrąg tęczowy.
Na północnym brzegu akwenu zlokalizowane jest stanowisko paleontologiczne. W 1983 Petr Novák z Muzeum Zachodniosłowackiego w Trnavie wykrył, że podczas budowy zbiornika uszkodzonych zostało kilka prehistorycznych budowli. W ich wnętrzach znaleziono odłamki naczyń (m.in. misy), kamienny topór, krzemienne ostrze i obsydianowe szczypce.
Powyżej zbiornika Chtelnica znajduje się drugi, mniejszy zbiornik – Výtok (Vítek).  